# Limnotilapia dardennii
Limnotilapia dardennii és una espècie de peix de la família dels cíclids i de l'ordre dels perciformes.

## Morfologia
- Els mascles poden assolir 26 cm de longitud total.[2][3]

## Alimentació
És omnívor, tot i que, principalment, vegetarià: menja fitoplàncton, algues i d'altres plantes.

## Depredadors
És depredat per Perissodus microlepis i Plecodus straeleni.

## Hàbitat
Viu en zones de clima tropical entre 23 °C-26 °C°C de temperatura.

## Distribució geogràfica
Es troba a Àfrica: és una espècie de peix endèmica del llac Tanganyika.